# Anton Julius Carlson
Anton Julius "Ajax" Carlson, född 29 januari 1875 i Svarteborgs församling, Göteborgs och Bohus län, död 2 september 1956 i Chicago, var en svenskamerikansk professor i fysiologi. Han var verksam vid University of Chicago 1904–1941.

## Biografi
Carlson var son till Hedvig Jacobson och hemmansägaren Carl Andersson. Han växte upp tillsammans med två bröder och tre systrar på den svenska landsbygden. Fadern dog när Anton Julius var fem år gammal och hans för tidiga bortgång tvingade ut barnen i arbete. Vid 7 års ålder hyrdes Anton Julius Carlson ut till grannbonden som getherde. Han ägnade därefter stora delar av barndomen åt att valla får eller getter. År 1891 flyttade han till Chicago där den äldre brodern Gust redan var verksam som snickare. Anton Carlson försörjde sig även han som snickare medan han läste kvällskurser. Efter kvällsstudierna kunde han fortsätta vid Augustana College där han 1898 avlade kandidatexamen. Han avlade sedan år 1899 både prästexamen och magisterexamen i naturvetenskap. Tre år senare försvarade han sin doktorsavhandling vid Stanford University. Han arbetade kvar där i något år innan han 1903 fick en tjänst vid Carnegie Institute. Samtidigt som han under somrarna 1900–1904 tjänstgjorde som marinbiolog i Monterey och sedan San Diego. År 1904 började han sin bana vid University of Chicago, först som docent och från 1909 som professor. Han var föreståndare för dess fysiologiska fakultet 1916-1940.
Carlssons främsta arbeten behandlar blodomloppet, hjärtats nerver, sköldskörteln, bisköldkörteln samt framför allt hungerns fysiologi och magsaftavsöndringen.
Carlsson valdes till ordförande för American Association for the Advancement of Science 1944. Hans porträtt prydde framsidan på den amerikanska tidskriften Time den 10 februari 1941. 

## Utmärkelser
1918 blev han medicine hedersdoktor vid Lunds universitet. Han invaldes 1929 som utländsk ledamot av Vetenskapsakademien i Stockholm.